# Hydriomena fergusoni
Hydriomena fergusoni är en fjärilsart som beskrevs av Mcdunnough 1954. Hydriomena fergusoni ingår i släktet Hydriomena och familjen mätare. Inga underarter finns listade i Catalogue of Life.